# Pulsatilla grandis
Pulsatilla grandis là một loài thực vật có hoa trong họ Mao lương. Loài này được Wend. miêu tả khoa học đầu tiên.

## Hình ảnh

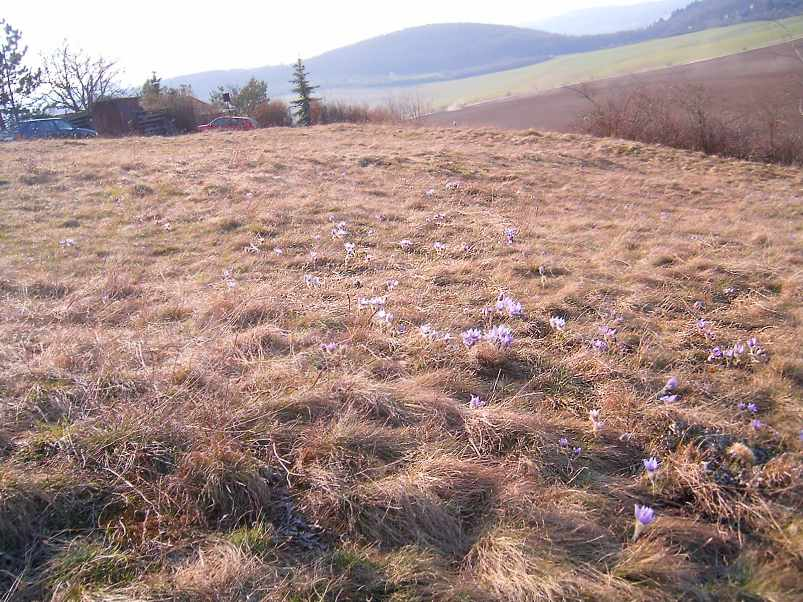
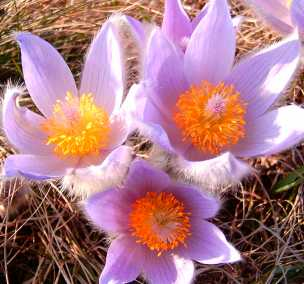
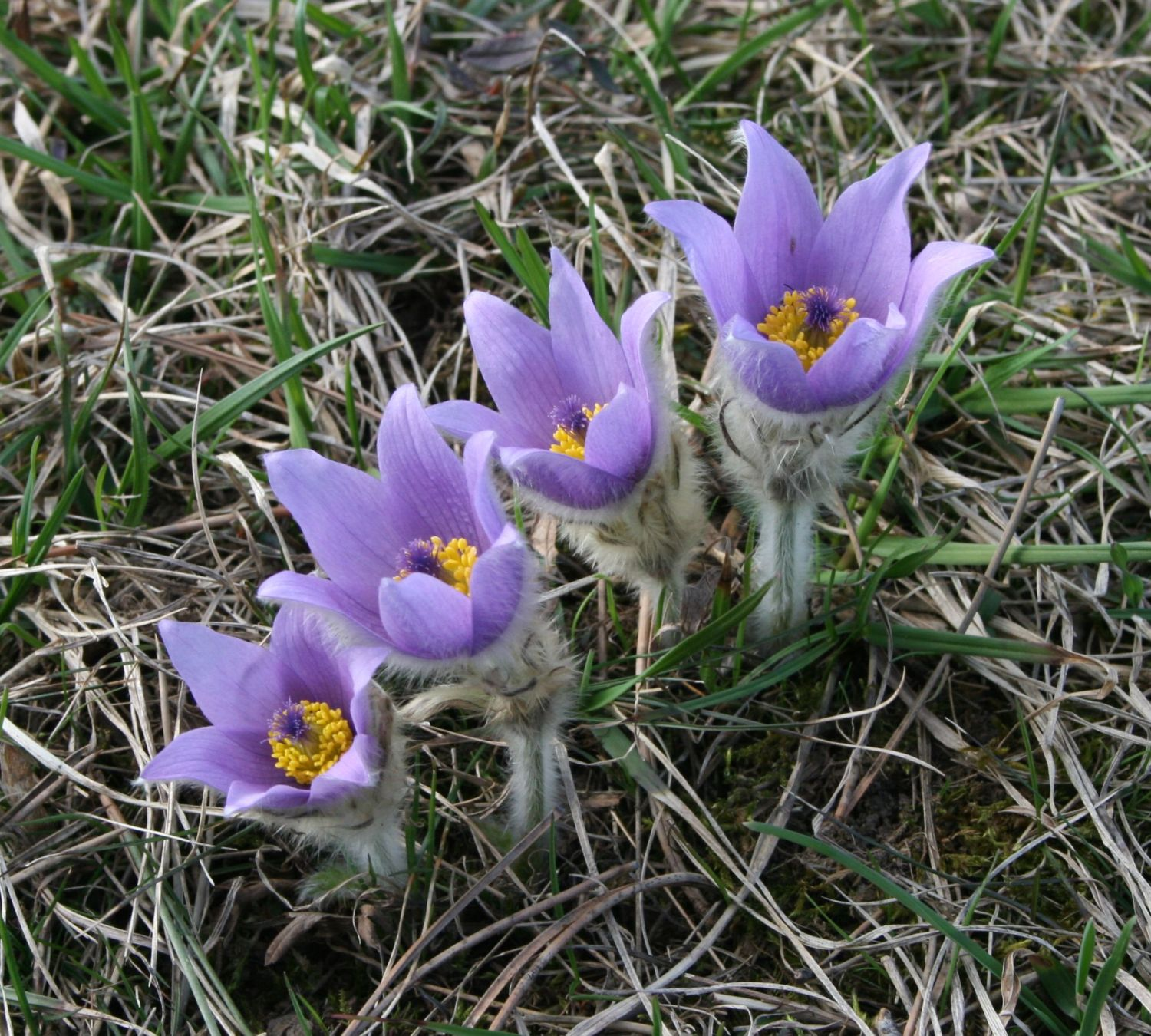